# No Good Advice
No Good Advice è il secondo singolo del gruppo musicale pop britannico Girls Aloud. È il secondo estratto dall'album di debutto del gruppo, Sound of the Underground, ed è stato pubblicato il 12 maggio 2003 dall'etichetta discografica Polydor.
Il singolo ha avuto un grande successo (pur non riuscendo a doppiare quello ottenuto dal precedente, Sound of the Underground) e ha raggiunto la seconda posizione delle classifiche dei singoli britannica e irlandese ed entrando in quelle di Paesi Bassi e Belgio. Il singolo conteneva inoltre la b-side On a Round.
La canzone parla di una ragazza che non ha bisogno di "nessun buon consiglio" e che fa solamente quello che pensa essere opportuno. È stata scritta da Lene Nystrøm, Miranda Cooper, Brian Higgins, Xenomania, Nick Coler e Lisa Cowling e prodotta da Brian Higgins insieme agli Xenomania.
La canzone ha vinto il Popjustice £20 Music Prize nel 2003 in quanto miglior singolo pop britannico dell'anno.

## Tracce e formati
UK CD
1. No Good Advice — 3:48
2. On a Round (Karen Poole, H. Korpi, M. Johansson) — 2:45
3. No Good Advice (Dreadzone Vocal Mix) — 6:53
4. No Good Advice (Video) — 3:46

UK DVD
1. Sound of the Underground (Video) — 3:46
2. No Good Advice (audio only) — 3:43
3. Photo gallery
4. Behind-the-scenes footage from the video shoot

## Classifiche
| Classifica (2003) | Posizione raggiunta |
| ----------------- | ------------------- |
| Regno Unito       | 2                   |
| Irlanda           | 2                   |
| Paesi Bassi       | 23                  |
| Belgio (Fiandre)  | 45                  |